# Râul Jigureasa, Bănița
Râul Jigureasa este un curs de apă, afluent al râului Bănița. 